# Афлякизм

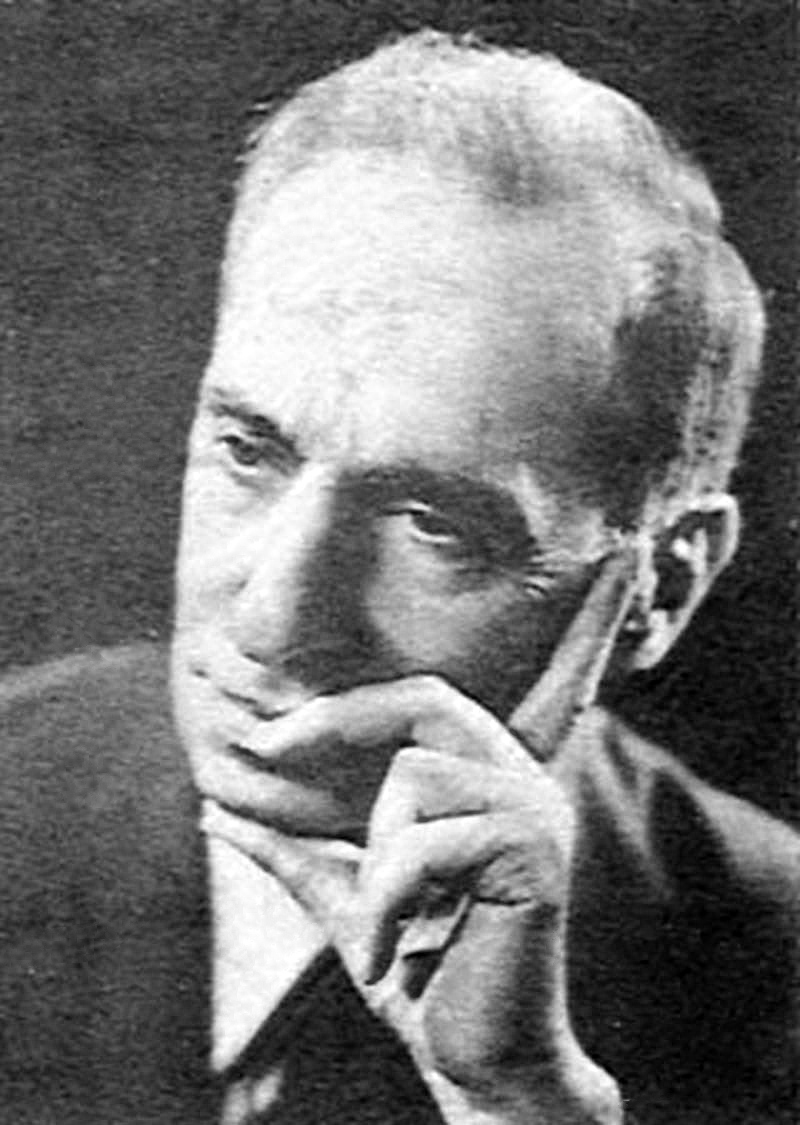
Мишель Афляк в 1960-х.

Афлякизм — политическая идеология, являющаяся ответвлением Баасизма и основанная на идеях и мышлении сирийского интеллектуала Мишеля Афляка. В отличие от обычного баасизма, в формировании которого сыграли роль сразу несколько интеллектуалов (такие как Салах ад-Дин Битар и Заки аль-Арсузи), афлякизм основывается только на идеях Афляка. Эта идеология полностью потеряла свое влияние в Сирии после захвата власти радикальными необаасистскими офицерами в 1966 году и последующего изгнания всех её сторонников (включая самого Мишеля Афляка).

## Идеология
Афлякизм представляет собой сплав социализма и панарабского национализма, что определяет особое место арабского мира в истории. Афляк отвергал западную мысль, считая арабскую цивилизацию высшей и самодостаточной. В его концепции арабский национализм не является светским, а скорее духовным, предлагая аналогии с ранним исламом.
Афляк также считал, что арабам нужно освободиться от западного влияния, чтобы достичь духовного совершенства через солидарность с нацией. Идеология афлякизма подчеркивает важность борьбы и постоянной революции, рассматривая её как бесконечный процесс, цель которого — духовное возвышение арабского народа. В этом контексте успешное восхождение арабской нации видится как идеал, вокруг которого строится человеческая история, а разрыв с западными идеями представляет собой необходимое условие для достижения этой цели.
В своей концепции М. Афляк соединял понятия «национализм» и «социализм» и таким образом давал понять, «кого он видит опорой своей партии». С его точки зрения, сторонниками социализма фактически оказывались те, кто выступал против колониализма, а в роли противников - все, кто в той или иной форме оказывал содействие колониальному режиму .

Обращаясь к работе М. Афляка , автор статьи в журнале Власть  приводит его слова: 
Мы поставили проблему по-другому: проблема национализма как неделимого единства, не выделяя из него ни части, как это делает марксизм, когда выступает за классовость, за борьбу между имущими и неимущими. Наша проблема гораздо шире и глубже: проблема раздробленной родины, угнетаемой в некоторых частях, раздробленность же — это самое большое препятствие на пути подъема родины; это проблема родины, отстающей в различных сферах — идеологии, экономике, политике, во всем — и нуждающейся в том, чтобы мы все построили заново. Поэтому на одно место мы выдвинули арабский народ, а тех, которые препятствуют национальной задаче и стоят на ее пути, тех мы поставили на другое место.
Рассматривая ислам как воплощение исторического наследия арабов, основным и ведущим направлением в идеологии своей партии М. Афляк полагал национализм .